# Matthew Sands

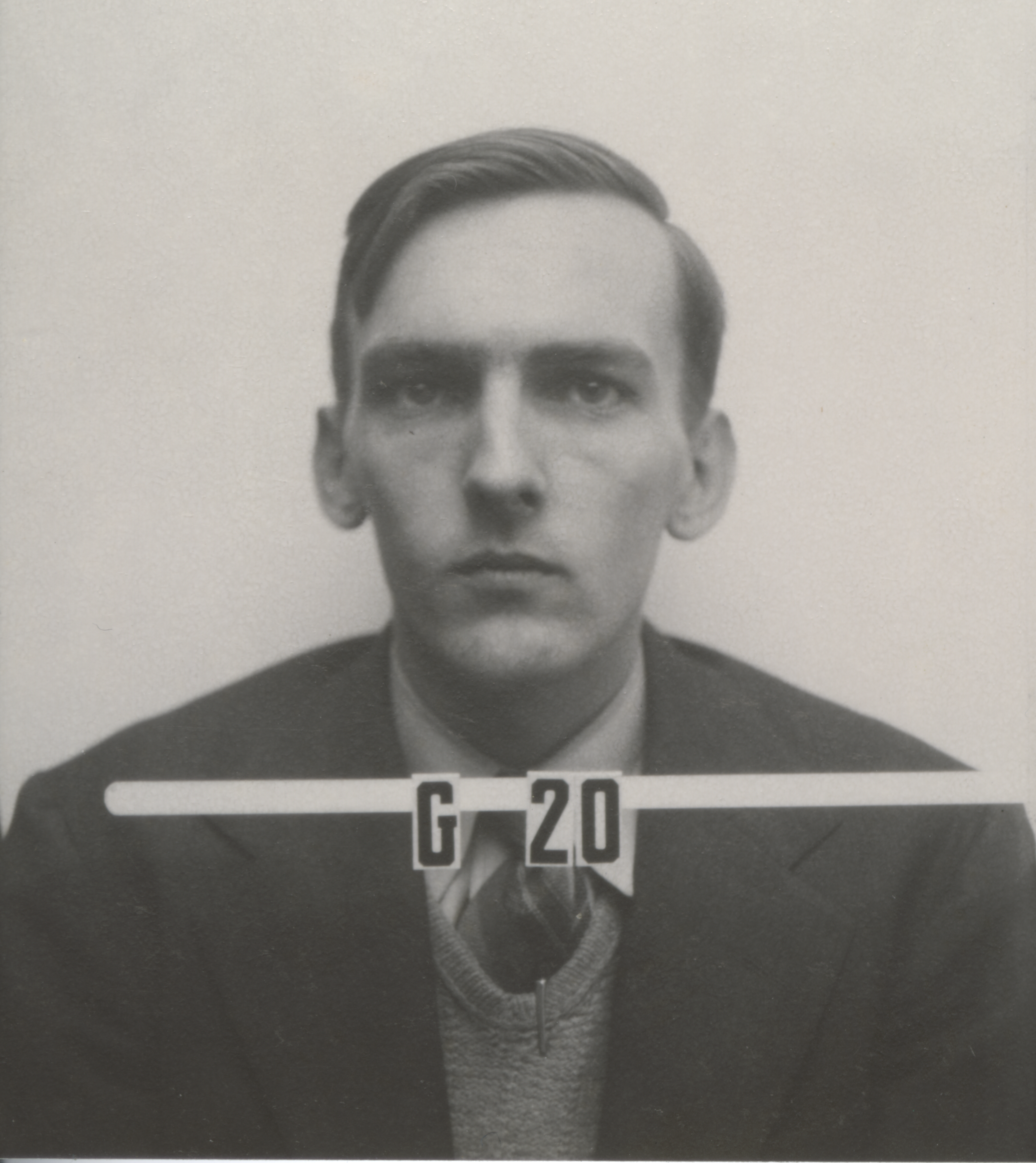
Matthew Sands Foto von seinem Los Alamos ID-Ausweises.

Matthew Linzee Sands (* 20. Oktober 1919 in Oxford, Massachusetts; † 13. September 2014 in Santa Cruz, Kalifornien) war ein US-amerikanischer Physiker.

## Leben und Wirken
Sands studierte an der Clark University (Bachelor 1940) und an der Rice University (Master-Abschluss) Physik und Mathematik und wurde, nach Arbeiten am Manhattan-Projekt im Zweiten Weltkrieg in Los Alamos, 1948 am Massachusetts Institute of Technology (MIT) bei Bruno Rossi promoviert. In Los Alamos beschäftigte er sich vor allem mit elektronischen Techniken, und 1948 veröffentlichte er darüber mit Elmore das Buch Electronics. Experimental Techniques bei McGraw Hill.
Nach seiner Zeit am MIT, wo er vor allem über kosmische Strahlung arbeitete, war er ab 1950 am Caltech. 1952 war er in Rom und Saclay in Frankreich. 1961/62 reformierte er mit Robert B. Leighton und Richard Feynman die Physik-Einführungskurse am Caltech. 1963 verließ er Caltech und war an der Entwicklung und ersten Inbetriebnahme des Stanford Linear Accelerator Centers (SLAC) beteiligt (z. B. Spear-Speicherring).
Ab 1969 war er an der University of California, Santa Cruz (UCSC), wo er bis 1972 Vice Chancellor for Science war und 1985 emeritierte. Er blieb aber bis 1994 aktiv in der Forschung als Berater von SLAC und war auch als Physik-Pädagoge beratend tätig (zu Computern und bei der Entwicklung von Experimenten für Schulen). Zuvor war er schon 1960 bis 1966 in der Kommission für Physikunterricht an Colleges und arbeitete in einem nationalen US-amerikanischen Programm zur Verbesserung der Physikausbildung an Colleges und Universitäten mit.
Sands war der Erste, der Quanteneffekte an Elektronen-Beschleunigern experimentell und theoretisch nachwies (1954/55). Er untersuchte auch zahlreiche andere Probleme der Beschleunigerphysik, wie Strahlinstabilitäten. 1952 entdeckte er während eines Aufenthalts (mit einem Fulbright-Stipendium) in Rom mit Bruno Touschek ganzzahlige Resonanzen in stark fokussierenden Synchrotronen. Ab 1959 entwickelte er ein erst später aufgegriffenes Konzept eines Protonen-Synchrotons hoher Energie.
Bekannt ist Sands als Ko-Autor mit Richard Feynman und Robert Leighton der berühmten Feynman Lectures on Physics (1965 bei Addison-Wesley erschienen, deutsche Übersetzung: Feynman-Vorlesungen über Physik), die aus der zunächst von Sands und Leighton begonnenen Arbeit zur Reform des zweijährigen Einführungskurses in die Physik am Caltech entstanden. Nach Sands Erinnerungen konnte er sich mit Leighton häufig nicht über die Behandlung eines Themas einigen und schlug vor, Feynman, der bis dahin nur für Fortgeschrittene Vorlesungen gehalten hatte, als Schiedsrichter einzubeziehen. Die Vorlesungen wurden schließlich auf Band aufgenommen und dann von Leighton und Sands für die Veröffentlichung transkribiert (in Band 2 und 3 von Sands allein, da Leighton den Kurs für das erste Jahr übernahm). Ein ursprünglich geplanter Zusatzband mit Übungen und weiterführenden Erläuterungen erschien nie.
Einflussreich war sein Report The Physics of Electron Storage Rings, erschienen 1970 als SLAC-Report und entstanden aus Vorlesungen auf der Enrico-Fermi-Sommerschule in Varenna in Italien 1969.
1998 erhielt er den Robert R. Wilson Prize for Achievement in the Physics of Particle Accelerators der American Physical Society, der für außergewöhnliche Leistungen in der Physik von Teilchenbeschleunigern verliehen wird. 1972 erhielt er den Distinguished Service Award der American Association of Physics Teachers. Er war Mitglied der JASON Defense Advisory Group und einer der Gründungsmitglieder der Federation of American Scientists.